# San Tommaso delle Convertite
San Tommaso delle Convertite je katolický kostel v Pise, stojící na Via San Tommaso.
První zmínka o kostele s připojeným špitálem pochází z roku 1160. Rekonstrukce roku 1610 proběhla na pokyn Kristiny Lotrinské, která nechala zbudovat klášter pro bývalé prostitutky. 
V letech 1756-1758 provedl Camillo Marracci rekonstrukci dle plánů Ignazia Pellegriniho. Byla postavena nová elegantní fasáda a zvonice (zničena v 19. století).